# Robert F. Engle
Robert F. Engle (* 10. listopadu 1942, Syracuse) je americký ekonom. Získal doktorát na Cornell University. Spolu s Britem Clive W. J. Grangerem získal roku 2003 Nobelovu cenu za ekonomii za vyvinutí metod analýzy ekonomických časových řad vykazujících časově podmíněnou volatilitu. Od roku 1975 do roku 2003 působil na Kalifornské univerzitě, nyní je emeritním profesorem v UCSD.

## Vybrané práce
- Autoregressive Conditional Heteroskedasticity With Estimates of the Variance of U.K. Inflation Econometrica 50 (1982): 987-1008.
- Estimation of Time Varying Risk Premia in the Term Structure: the ARCH-M Model (with David Lilien and Russell Robins), Econometrica 55 (1987): 391-407.
- Co-integration and Error Correction: Representation, Estimation and Testing (with Clive Granger), Econometrica 55 (1987): 251-276.
- Semi-parametric estimates of the relation between weather and electricity demand (with C. Granger, J. Rice and A. Weiss), Journal of American Statistical Association 81 (1986): 310-320.
- Exogeneity (with David F. Hendry and Jean-Francois Richard), Econometrica 51 (1983): 277-304.
- Asset Pricing with a Factor ARCH Covariance Structure: Empirical Estimates for Treasury Bills (with V. Ng, and M. Rothschild) Journal of Econometrics 45 (1990): 213-237.
- Dynamic Conditional Correlation - A Simple Class of Multivariate GARCH Models Journal of Business and Economic Statistics (júl 2002)